# L'Escalier des signes et des nombres
L'Escalier des signes et des nombres est une œuvre de l'architecte français Antoine Grumbach située à Paris, en France. Créée en 1998, il s'agit d'une installation détaillant les signes exprimant les nombres 1 à 19 dans 19 écritures différentes.

## Description
L'œuvre prend la forme d'une installation in situ placée le long d'un escalier monumental de 19 marches de la station de métro. De bas en haut, les contreforts de chaque marche portent les nombres de 1 à 19 matérialisés en inscriptions de bronze, pour 19 écritures différentes (hormis les nombres dit « arabes », utilisés dans les pays de culture européennes, qui sont mentionnés à quatre reprises, probablement comme référence).
Au pied de l'escalier, au droit de chaque système, son nom est mentionné dans un disque de bronze (hormis pour les chiffres utilisés en Europe).
De gauche à droite, en faisant face à l'escalier, les numérations suivantes sont matérialisées :
- Européenne ;
- Singhalaise ;
- Chinoise ancienne ;
- Éthiopienne ;
- Birmane ;
- Oriya ;
- Braille
- Égyptienne ;
- Romaine ;
- Arabe (pas la numération dite « arabe » utilisée dans les pays de culture européenne) ;
- Européenne ;
- Européenne ;
- Chinoise ;
- Hindi ;
- Maya ;
- Mésopotamienne (appelée « cunéiforme » sur le médaillon) ;
- Étrusque ;
- Thaïe ;
- Tibétaine ;
- Malayâlam ;
- Tamoule ;
- Européenne.

Sur un pilier, au haut de l'escalier, un cartel mentionne le nom de l'œuvre et de l'architecte, la date de sa réalisation ainsi que son argument.

## Localisation
L'œuvre est installée dans l'escalier en arc-de-cercle de la salle d'échange qui relie la ligne 14 au RER C, sur la station Bibliothèque François-Mitterrand. Œuvre « in situ », elle a été conçue spécifiquement pour être implantée dans cette station.

## Historique
L'Escalier des signes et des nombres date de 1998, ouverture de la station de métro qui l'abrite.
En mai 2010, le médaillon indiquant l'écriture malayâlam était manquant.

## Artiste
Antoine Grumbach (né en 1946) est un architecte français. Il a, entre autres, réalisé l'architecture de la station de métro Bibliothèque François-Mitterrand dans laquelle est installée l'œuvre.